# Amphineurus tenuipollex
Amphineurus tenuipollex är en tvåvingeart som beskrevs av Alexander 1952. Amphineurus tenuipollex ingår i släktet Amphineurus och familjen småharkrankar. Inga underarter finns listade i Catalogue of Life.